# Lista de raças de cães

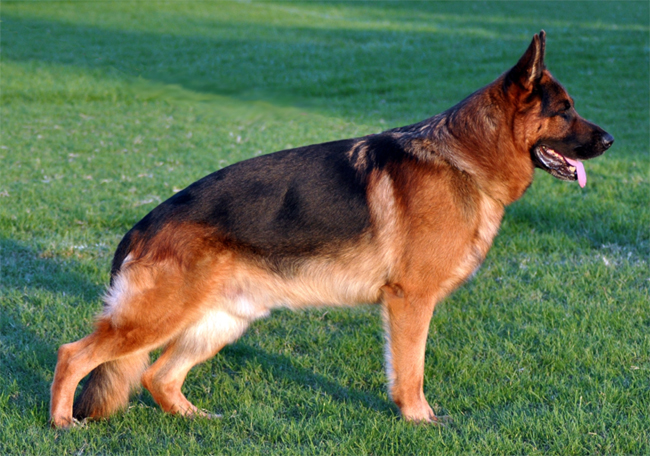
Cão da raça Pastor-alemão.

Esta é uma lista apenas de raças de cães reconhecidas pela Federação Cinológica Internacional (FCI) sediada na Bélgica, ou, por suas filiais no Brasil (Confederação Brasileira de Cinofilia) ou em Portugal (Clube Português de Canicultura).
O número total de raças existentes hoje, é discutido. Os mais diversos kennel clubes reconhecem diferentes quantidades de raças caninas, de acordo com o número de raças que tiveram criadores interessados em obter reconhecimento no determinado clube e as que foram aprovadas após seus esforços. A FCI por exemplo, que é um dos maiores kennel clubes internacionais, mas não o único, até 2018 reconhecia ao todo 344 raças de cães. Contudo, é especulado que existam mais de 400 raças de cães espalhadas por todo o mundo.
Cada raça reconhecida por algum kennel clube (nacional ou internacional) possui um padrão morfológico oficial escrito (Padrão de raça), seguido rigorosamente pelos criadores, e, uma vez que uma raça é considerada uma raça pura, não podem haver intercruzamentos com raças distintas. O controle genealógico ocorre através do stud book e da emissão de certificados genealógicos conhecidos como pedigree, dados apenas para filhotes de cães já previamente registrados no stud book do respectivo kennel clube, e assim sucessivamente.
Termos importantes envolvidos com o tema:
- Cinologia
- Canicultura
- Raça pura

O cão que não tem raça definida é chamado popularmente de vira-lata (Brasil), SRD (Sem raça definida) ou rafeiro (Portugal).
|  | Raças de cães por grupo |  | Por ordem alfabética |  | Por ordem numérica |  |

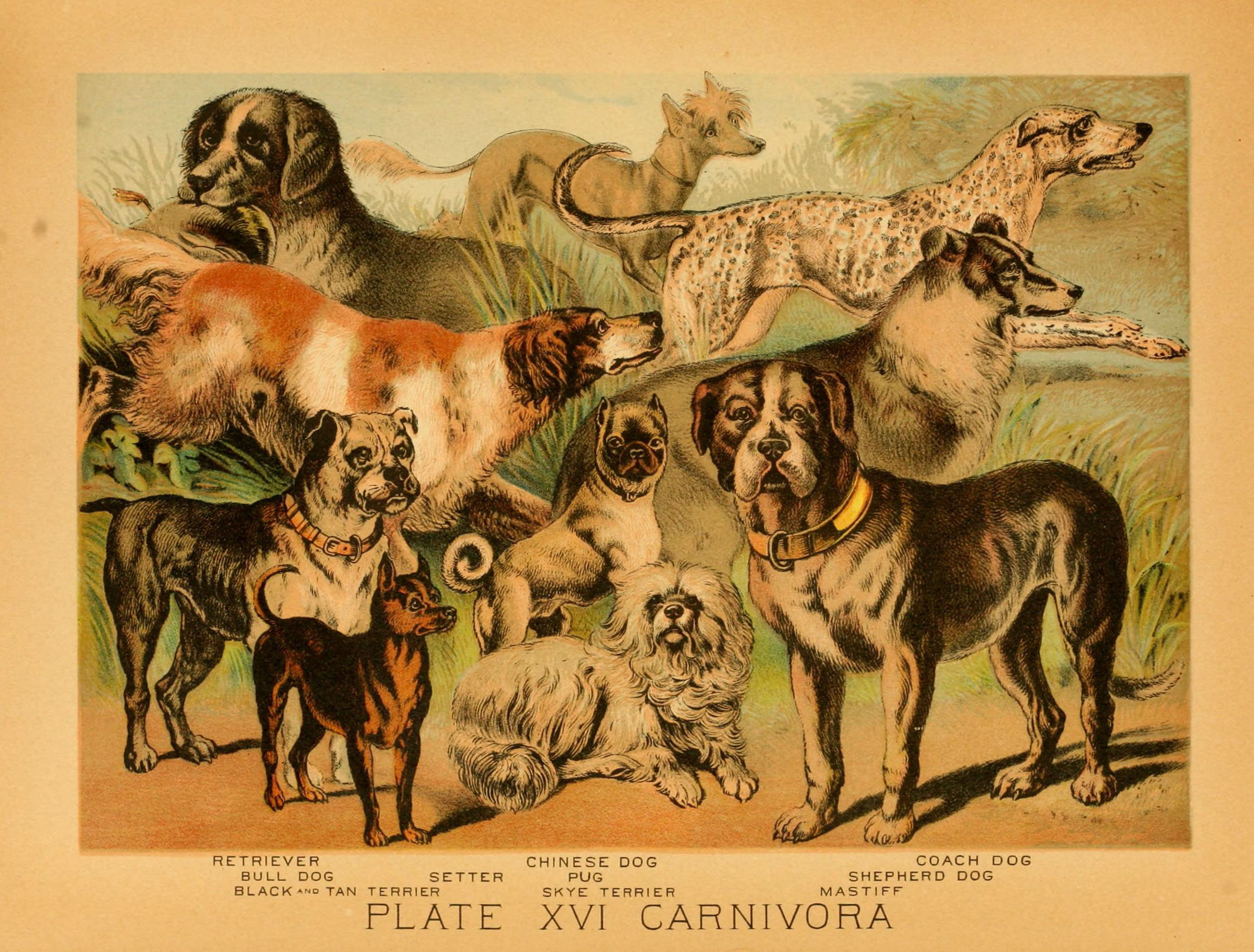
Gravura de algumas raças. Hugh Craig 1897

As raças estão dispostas de acordo com seu padrão (Brasil) ou estalão (Portugal) na FCI, em 10 grupos. No Brasil há ainda um 11º grupo, da CBKC, dedicado às raças ainda não reconhecidas oficialmente pela FCI, mas que possuem reconhecimento nacional por algum kennel clube em seus respectivos países de origem. Abaixo, segue lista dos grupos, também um índice facilitador para esta página:
- Grupo 1 - Cães de Pastor e Boieiros (excepto Boiadeiros Suíços)
- Grupo 2 - Cães de tipo Pinscher e Schnauzer, Molossóides e Cães de Montanha, e Boieiros Suiços
- Grupo 3 - Terriers
- Grupo 4 - Dachshunds
- Grupo 5 - Cães de tipo Spitz e de tipo Primitivo
- Grupo 6 - Sabujos Farejadores e Raças Assemelhadas
- Grupo 7 - Cães de Parar ou Cães Apontadores
- Grupo 8 - Cães Levantadores e Cobradores de Caça e Cães de Água
- Grupo 9 - Cães de Companhia
- Grupo 10 - Galgos (Lébreis)
- Grupo 11 - Raças não reconhecidas pela FCI

## Grupo 11 - Raças Não Reconhecidas Pela Fci
Nota linguística: 

- a: Na busca pela padronização de uma nomenclatura e para adequar a grafia da Wikipédia às normas do português , os nomes das raças - alguns mantidos no original (Fogle (2009)) - estão grafados em iniciais minúsculas, como também visto em dicionário de Cinologia. Todavia, as entidades cinófilas  - CBKC do Brasil, CPC de Portugal e FCI - possuem o padrão adotado em maiúsculas, assim como a Enciclopédia Conhecer (vol. II, p. 414)
- b: Na busca pela padronização de uma nomenclatura e para adequar a grafia da Wikipédia às normas do português (Vocabulário Ortográfico da Língua Portuguesa (pt-br) e Dicionário de Língua Portuguesa (pt-pt)), os nomes das raças compostos por são e pastor são grafados com hífen. Contudo, o dicionário de Cinologia faz uso do hífen para são e não para pastor. Já as entidades cinófilas (CBK no Brasil, CPC em Portugal e FCI no plano internacional) adotam a forma sem hífen para ambos os casos..